# Україна (вантажівка)
Цей термін має також інші значення. Див. Україна (значення)
«Україна» або «У- 4» — це перша вантажівка вироблена на території України. Всього було випущено два екземпляри.

## Історія
Першою вітчизняною вантажівкою стала «Україна- 4», вона була випущена на початку листопаду 1931 року на Харківському автоскладальному заводі. Всього виготовили дві такі машини. Вони зайняли невелике приміщення цеху так, що довелося зламати стіни, щоб вони змогли виїхати «на люди». Обидві машини було зроблено з вітчизняних матеріалів і не просто складені, а саме зроблені.
Вантажівка мала потужність 70 кінських сил, максимальну швидкість — 70 км/год і вантажнопід'ємність 4 тонни.

## Дивіться
- Історія українського автомобіля